# Sherwin Badger
Sherwin Badger (n. 29 august 1901, Boston, Massachusetts, SUA – d. 8 aprilie 1972, Massachusetts, SUA) a fost un patinator artistic ce a reprezentat Statele Unite ale Americii, medaliat olimpic. A participat la două ediții ale Jocurilor Olimpice (1928, 1932) în care a câștigat o medalie de argint.